# 松倉さり
松倉 さり（まつくら さり、7月7日 - ）は、ファッションモデル。東京都出身。
所属事務所はLIBERA。

## 出演

### 雑誌
- non-no
- PREPPY
- FINEBOYS

### その他
- きもの館・創美苑 イメージモデル